# Gimnastyka
Gimnastyka (grec. γυμναστική gymnastike, trening sportowy od gymnos nagi) – dyscyplina sportowa, wywodząca się ze starożytnej Grecji, w ramach której zawodnicy wykonują specjalne układy, z wykorzystaniem różnych sprzętów. Gimnastyka może być uprawiana zarówno przez kobiety, jak i mężczyzn.

## Harmonia ciała i ducha
Gimnastyka była znana już ludom starożytnym, m.in. Hindusom, Chińczykom, Egipcjanom, Persom. W dawnej Grecji i Rzymie istniały nawet specjalne instytucje publiczne przeznaczone do codziennych, ogólnorozwojowych ćwiczeń fizycznych (tzw. gimnazjony oraz termy). Na południu Europy preferowano wszechstronny rozwój człowieka zgodnie z zasadą: "W zdrowym ciele zdrowy duch". W Grecji ćwiczono nago (gr. gymnastike pochodzi od gymnós, czyli "nagi").

## Zestaw ćwiczeń dla każdego
Pierwsze nowożytne systemy gimnastyczne (tzw. szwedzki i niemiecki) powstały w zachodniej Europie na przełomie XVIII i XIX w. Za ich twórcę uznaje się J.Ch.F. GutsaMuthsa, później rozwijali je F. Jahn i A. Spiess oraz P.H. Ling wraz z synem H. Lingiem. Oryginalne zestawy ćwiczeń dla chłopców wymyślił N. Bukh, dla dziewcząt – E. Björksten i A. Bertramem, a dla dzieci – E. Falk i J.G. Thulin.
Nowoczesna gimnastyka szybko stała się popularna w całej Europie. W Polsce jeden z pierwszych na świecie podręczników z ćwiczeniami, zatytułowany O fizycznym wychowaniu dzieci, ukazał się już w 1805 r. Jego autorem był Jędrzej Śniadecki.

## Kierunki i rodzaje gimnastyki

### Gimnastyka podstawowa
Jej zadaniem jest dostarczenie ćwiczącym bodźców wszechstronnego rozwoju fizycznego dopasowanych do wieku, płci, zdolności, umiejętności i przygotowania fizycznego oraz ak tualnego stanu ćwiczącego, w celu harmonijnego rozwijania organizmu (układ nerwowy, aparat ruchowy oraz czynności wegetatywne). Ważne jest też kształtowanie nawyków ruchowych o podstawowym znaczeniu dla życia, pracy i zdrowia oraz efektywna możliwość praktycznego ich stoso wania w różnych warunkach i sytuacjach życia codziennego.

### Gimnastyka pomocniczo-specjalna
W ramach tego kierunku gimnastyki istnieje podział na: gimnastykę pomocniczą w sporcie (w ramach potrzeb poszczególnych dyscyplin sportowych) oraz gimnastykę specjalną w zakładach pracy. W pierwszym przypadku ma ona zastosowanie jako trening bazowy, wszechstronny lub uzupełniający w celu osiągnięcia jak najlepszych wyników w wybranej – niegimnastycznej dyscyplinie sportowej. Może pełnić również funkcję kompensacyjną, korektywną lub przeciwdziałają cą zbytniej jednostronności, spowodowanej wąską specjalizacją sportową.  W drugim przypadku, celem gimnastyki specjalnej (zazwyczaj w firmach, zakładach pracy) jest szybka odnowa fizyczna i psychiczna oraz regeneracja sił organizmu człowieka znużonego pracą zawodową za sprawą odpowied nio dobranych zestawów ćwiczeń gimnastycznych realizowanych z załogą podczas przerw w pracy.

### Gimnastyka lecznicza
Zadaniem tego kierunku gimnastyki jest leczenie ruchem (kinezyterapia). W zależności od celu, stosuje się ćwiczenia: profilaktyczne, korekcyjne, rehabilitacyjne. Zadaniem kinezyterapii jest maksymalne usunięcie niesprawności fizycznej i przygotowanie do dalszej rehabilitacji. Stosowana jest najczęściej w schorzeniach i dysfunkcjach narządu ruchu, w zespołach bólowych kręgosłupa, po zabiegach operacyjnych, po udarach mózgu, po zawale serca, a także w okresie ciąży jako przygotowanie do porodu.

### Sport gimnastyczny w strukturach FIG
Zadaniem sportu gimnastycznego jest systematyczne rozwijanie i do skonalenie określonych umiejętności ruchowych do poziomu mistrzostwa sportowego, w celu demonstracji sprawności fizycznej oraz zdobywania możliwie najwyższych osiągnięć sportowych w ramach przepisów Międzynarodowej Federacji Gimnastycznej (FIG – rok zał. 1881) w obszarze jednej z 8 dyscyplin gimnastycznych:
Dyscypliny olimpijskie:
- gimnastyka sportowa mężczyzn (MAG)
- gimnastyka sportowa kobiet (WAG)
- gimnastyka artystyczna (RG)
- skoki na trampolinie (TR)

Dyscypliny nieolimpijskie:
- gimnastyka dla wszystkich (GFA)
- akrobatyka sportowa (gimnastyka akrobatyczna) (ACRO)
- aerobik sportowy (AER)
- parkour (PK)[6])

### Inne sportowe dyscypliny gimnastyczne
• gimnastyka estetyczna (AGG)
• gimnastyka artystyczna mężczyzn (MRG)
• TeamGym (TG lub EG) 
• gimnastyka w kole (WG)
• fitness gimnastyczny / Fit Kid
• gimnastyka na drążku pionowym (mallakhamba / pole gymnastics)
• tricking na taśmie poziomej (Slackline)
• street workout
• akrobatyka powietrzna (AERIAL)
• gimnastyka „Sokoła”